# 마이클 켈리
마이클 조지프 켈리(영어: Michael Joseph Kelly, 1969년 5월 22일 ~ )는 미국의 배우이다. 영화 《체인질링》, 《새벽의 저주》, 《모범시민》, 《크로니클》, 《나우 유 씨 미: 마술사기단》 등이 대표적인 그의 출연작이며 드라마 쪽에서는 수사물에 주로 나왔다. 2013년부터는 넷플릭스 드라마 《하우스 오브 카드》에서 더그 스탬퍼 역으로 출연한다.
켈리는 펜실베이니아주 필라델피아 태생이며 조지아주에서 성장했다. 부모는 아일랜드계 미국인인 마이클 켈리, 모린 켈리이다. 사우스캐롤라이나주의 코스털 캐롤라이나 대학교를 졸업했다.

## 출연작 목록

### 영화
| 연도 | 제목                                | 배역               |
| ---- | ----------------------------------- | ------------------ |
| 1998 | 《종의 기원 Origin of the Species》 | 어부               |
| 1998 | 《River Red》                       | 프랭키             |
| 1999 | 《맨 온 더 문》                     | 마이클 코프먼      |
| 2000 | 《언브레이커블》                    | 두빈 박사          |
| 2003 | 《E.D.N.Y.》                        | 앤더슨 스나이더    |
| 2004 | 《새벽의 저주》                     | CJ                 |
| 2005 | 《붉은바다거북 Loggerheads》        | 조지               |
| 2005 | 《칼리토: 라이즈 투 파워》          | 로코               |
| 2006 | 《Out There》                       | 미첼               |
| 2006 | 《인빈서블》                        | 피트               |
| 2007 | 《브로큰 잉글리쉬》                 | 가이               |
| 2007 | 《Zoe's Day》                       | 아빠               |
| 2007 | 《Tooth & Nail》                    | 바이퍼             |
| 2008 | 《체인질링》                        | 레스터 이바라 형사 |
| 2008 | 《시인의 계곡 The Narrows》         | 대니               |
| 2008 | 《텐더니스 Tenderness》             | 게리               |
| 2009 | 《모범시민》                        | 브레이             |
| 2009 | 《The Afterlight》                  | 앤드루             |
| 2009 | 《디펜더》                          | 폴 카터            |
| 2009 | 《들어는 봤니? 모건부부》           | 빈센트             |
| 2010 | 《Nice Tie, Italiano!》             | 미국인             |
| 2010 | 《페어 게임》                       | 잭                 |
| 2011 | 《컨트롤러》                        | 찰리 트레이너      |
| 2012 | 《크로니클》                        | 리처드 데트머      |
| 2013 | 《나우 유 씨 미: 마술사기단》       | 풀러 요원          |
| 2013 | 《맨 오브 스틸》                    | 스티브 롬바드      |
| 2015 | 《에베레스트》                      | 존 크라카우어      |
| 2021 | 《아웃사이드 더 와이어》            | 엑하트 대령        |

### 드라마
| 연도      | 제목                                                      | 배역                   | 비고                      |
| --------- | --------------------------------------------------------- | ---------------------- | ------------------------- |
| 1994      | 《인생사: 위기의 가족들 Lifestories: Families in Crisis》 | 에런 헨리              |                           |
| 2000-2001 | 《레벨 9 Level 9》                                        | 윌버트 "팁스" 티보도   | 12회분                    |
| 2000-2006 | 《성범죄수사대: SVU》                                     | 루크 딕슨              |                           |
| 2001      | 《서드 워치 Third Watch》                                 | 칩 월러                |                           |
| 2002      | 《쉴드: XX 강력반》                                       | 숀 테일러              |                           |
| 2002      | 《로앤오더》                                              | 더글러스 캐럴          |                           |
| 2003      | 《저징 에이미》                                           | 잭 배릿                | 에피소드: "Just Say Oops" |
| 2004      | 《배심원 The Jury》                                       | 킨 드와이어            | Episode "Last Rites"      |
| 2005      | 《코자크 Kojak》                                          | 바비 크로커 형사       | 9회분                     |
| 2006-2007 | 《소프라노스》                                            | 론 고더드 요원         | 6회분                     |
| 2007      | 《CSI: 마이애미》                                         | 루커스 웨이드          | 에피소드: "Born to Kill"  |
| 2008      | 《제너레이션 킬》                                         | 브라이언 패터슨 서장   | 7회분                     |
| 2008      | 《프린지》                                                | 존 모슬리              | 에피소드: "The Arrival"   |
| 2008      | 《로앤오더: 추락》                                        | 게리 탤벗              |                           |
| 2009      | 《워싱터니엔 Washingtonienne》                            | 폴 모비어스            | TV 영화                   |
| 2010      | 《크리미널 마인드》                                       | "예언자" 조너선 심스   | 에피소드: "The Fight"     |
| 2011      | 《뉴욕 특수수사대》                                       | 테런스 브룩스          |                           |
| 2011      | 《크리미널 마인드: 워싱턴 D.C.》                          | "예언자" 조너선 심스   |                           |
| 2011      | 《굿 와이프》                                             | 미키 건                | 2회분                     |
| 2011-2013 | 《퍼슨 오브 인터레스트》                                  | 마크 스노              | 7회분                     |
| 2013-2017 | 《하우스 오브 카드》                                      | 더글러스 "더그" 스탬퍼 | 38회분                    |